# Auxon-Dessous
Auxon-Dessous [oksɔ̃ dəsu] ist ein Ort und eine ehemalige französische Gemeinde mit 1.402 Einwohnern (Stand 1. Januar 2022) im Département Doubs in der Région Bourgogne-Franche-Comté. Die Gemeinde gehörte zum Arrondissement Besançon.
Der Erlass des Präfekten vom 29. September 2014 legte mit Wirkung zum 1. Januar 2015 die Eingliederung von Auxon-Dessous als Commune déléguée zusammen mit der früheren Gemeinde Auxon-Dessus zur Commune nouvelle Les Auxons fest.

## Geografie

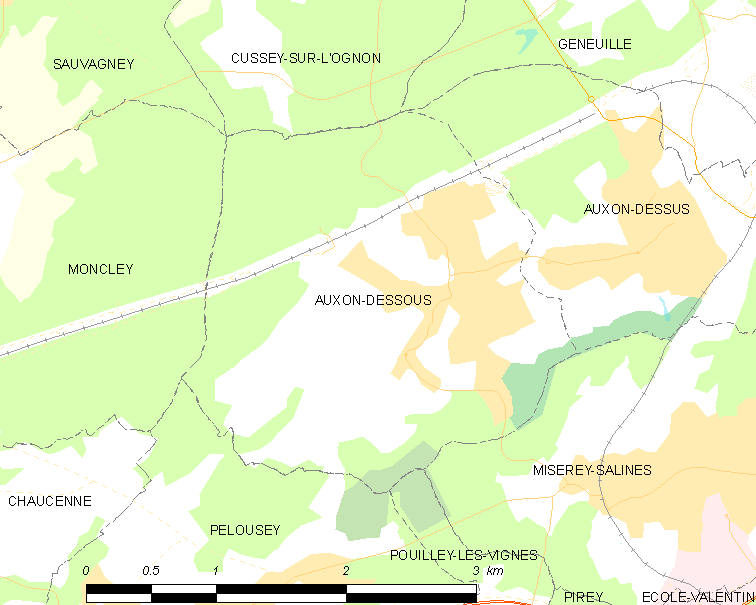
Karte von Auxon-Dessous

Auxon-Dessous liegt auf 230 m, etwa neun Kilometer nordwestlich der Präfektur Besançon und etwa 69 Kilometer östlich der Stadt Dijon (Luftlinie). Die Fläche des 6,28 km2 großen Gebiets der ehemaligen Gemeinde umfasst beide Seiten eines kleinen Tales, das vom Bach Ruisseau d’Auxon in den Ognon nach Norden entwässert wird. Außerhalb der bebauten Siedlung (17 %) wird das Ortsareal landwirtschaftlich genutzt (39 %) und ist im Norden und Westen von Wäldern bedeckt (40 %).
Umgeben wird der Auxon-Dessous von sechs Nachbargemeinden und der Commune déléguée Auxon-Dessus:
| Sauvagney (Berührungspunkt) | Cussey-sur-l’Ognon                          | Geneuille                 |
| Moncley                     | Kompassrose, die auf Nachbargemeinden zeigt | Auxon-Dessus (Les Auxons) |
|                             | Pelousey                                    | Miserey-Salines           |

## Geschichte

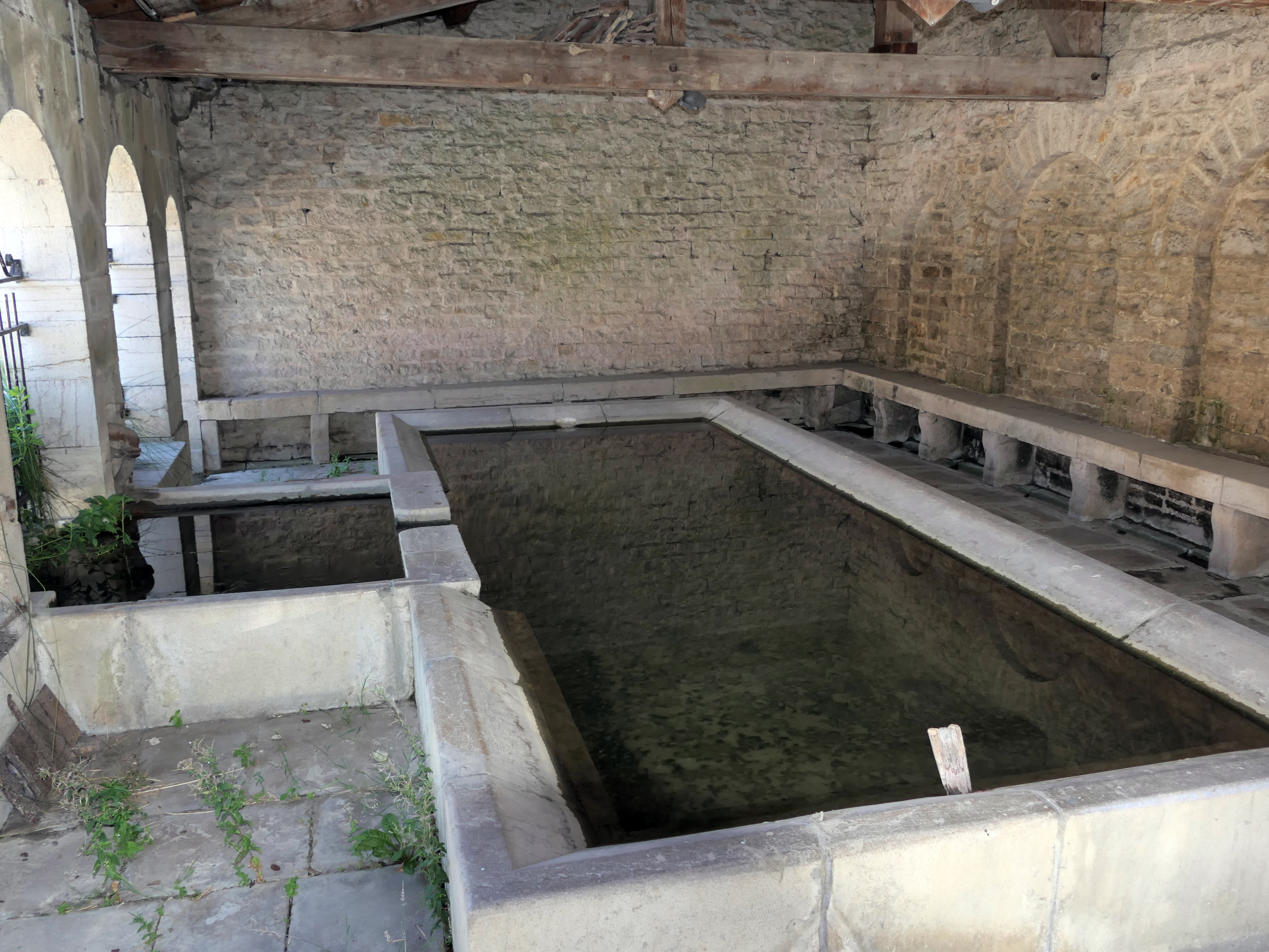
Waschplatz im Lavoir

Das Gebiet von Auxon-Dessous war schon zur Römerzeit besiedelt: es traten an vier verschiedenen Stellen Ruinen und Schuttansammlungen zerstörter römischer Gebäude zutage. Eine Römerstraße verlief am Lieu-dit Croix du Mont nach Pelousey.
Eine erste Erwähnung findet sich im Jahr 1098 als Ausona oder Alsona (deutsch schlammiger Fluss), dann Asson Villa im Jahr 1244, Osson im Jahr 1311, dann Auxon la ville, um es von den anderen Auxon zu unterscheiden, und schließlich Auxon Dessous.
Um 1275 besaßen die Bürgermeister und Geistlichen von Besançon dort Besitztümer, darunter auch die Mühle.
Im Jahr 1462 gehörte Auxon Dessous Jean, dem Seigneur von Ray und Beaujeu, der es Etienne de Monjustin und seinem Schwager Etienne d’Armenier als Lehen gab.
Im Jahr 1425 wurde auf dem Ortsgebiet zwischen dem Wald und dem Bach Vaivres, der später zum Bach Tuilerie und zum Bois de la Tuilerie wurde, eine Ziegelei gegründet. Zu Beginn des 19. Jahrhunderts wurde es in den Westen des Dorfes verlegt, seine Tätigkeit wurde jedoch Ende des 19. Jahrhunderts aufgrund der Konkurrenz anderer Ziegeleien eingestellt.
Bereits 1552 war eine Mühle in Betrieb. Ein an der Brücke errichteter Damm ermöglichte die Speisung des Mühlbachs und den Betrieb der Mühle. Dieser Stausee verursachte zahlreiche Überschwemmungen im unteren Teil des Dorfes. Die Mühle stellte ihren Betrieb im Jahr 1882 ein. Während der Besatzung konnte die Mühle dank der aus Moncley kommenden Elektrizität heimlich betrieben werden.
Im Jahr 1609 kaufte Claude Antoine Buson, Mitgouverneur von Besançon und Berater des Parlaments von Dole, von Louis de Scey, dem Herrn von Chevroz, einen Teil der Herrschaft, darunter ein kleines, verfallenes Feudalhaus.
Der Dreißigjährige Krieg (1635–1644) entvölkerte das Dorf, dessen Einwohnerzahl von 208 im Jahr 1614 auf 97 im Jahr 1657 sank.
Ein Brand am 4. April 1700 zerstörte das Dorf fast vollständig. Erhalten sind lediglich vier Häuser, der Kirchenchor und ein Teil des Schlosses.
Das Dorf wurde stets von Kämpfen ferngehalten. Die größte Bedrohung ging im Deutsch-Französischen Krieg von den Preußen aus, die in der Nacht vom 22. auf den 23. Oktober 1870 von Émagny kommend, dem Bach und Waldrand folgend, sich dem Nachbardorf Auxon Dessus näherten und dort einer Einheit Zuaven gegenüberstanden. Als Anerkennung für die Erhaltung des Dorfes wurde an dem Ort namens „Le Mont“ eine Statue der Jungfrau Maria errichtet.

## Bevölkerung

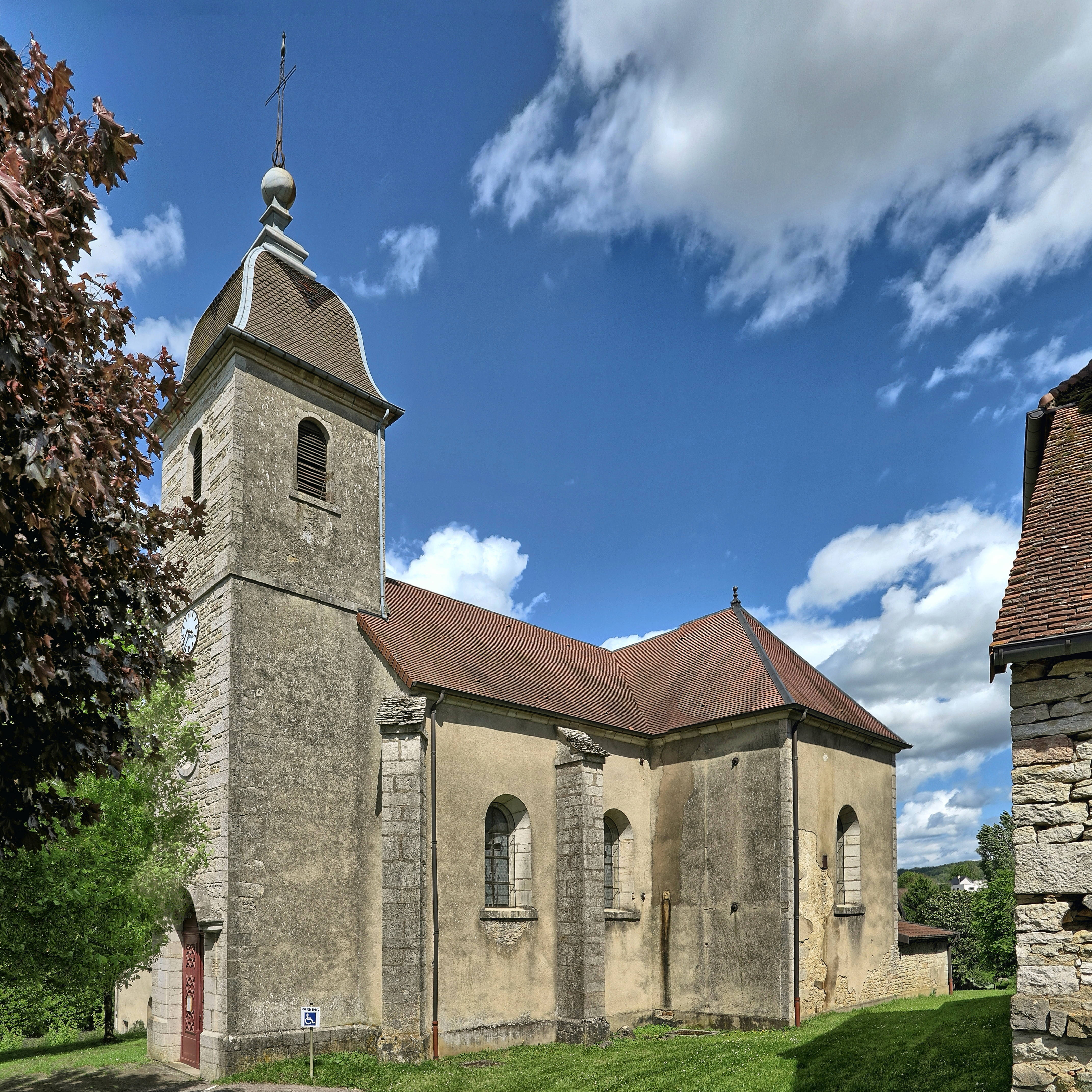
Kirche La Sainte-Trinité

| Auxon-Dessous: Einwohnerzahlen von 1793 bis 2020                                                                           | Auxon-Dessous: Einwohnerzahlen von 1793 bis 2020 | Auxon-Dessous: Einwohnerzahlen von 1793 bis 2020 | Auxon-Dessous: Einwohnerzahlen von 1793 bis 2020 | Auxon-Dessous: Einwohnerzahlen von 1793 bis 2020 |
| --- | ------------------------------------------------ | ------------------------------------------------ | ------------------------------------------------ | ------------------------------------------------ |
| Jahr |                                                  |                                                  |                                                  | Einwohner                                        |
| 1793 | 1793                                             |                                                  | 291                                              | 291                                              |
| 1800 | 1800                                             |                                                  | 300                                              | 300                                              |
| 1806 | 1806                                             |                                                  | 289                                              | 289                                              |
| 1821 | 1821                                             |                                                  | 311                                              | 311                                              |
| 1831 | 1831                                             |                                                  | 303                                              | 303                                              |
| 1836 | 1836                                             |                                                  | 288                                              | 288                                              |
| 1841 | 1841                                             |                                                  | 320                                              | 320                                              |
| 1846 | 1846                                             |                                                  | 323                                              | 323                                              |
| 1851 | 1851                                             |                                                  | 303                                              | 303                                              |
| 1856 | 1856                                             |                                                  | 259                                              | 259                                              |
| 1861 | 1861                                             |                                                  | 245                                              | 245                                              |
| 1866 | 1866                                             |                                                  | 260                                              | 260                                              |
| 1872 | 1872                                             |                                                  | 248                                              | 248                                              |
| 1876 | 1876                                             |                                                  | 353                                              | 353                                              |
| 1881 | 1881                                             |                                                  | 254                                              | 254                                              |
| 1886 | 1886                                             |                                                  | 260                                              | 260                                              |
| 1891 | 1891                                             |                                                  | 234                                              | 234                                              |
| 1896 | 1896                                             |                                                  | 218                                              | 218                                              |
| 1901 | 1901                                             |                                                  | 230                                              | 230                                              |
| 1906 | 1906                                             |                                                  | 231                                              | 231                                              |
| 1911 | 1911                                             |                                                  | 223                                              | 223                                              |
| 1921 | 1921                                             |                                                  | 184                                              | 184                                              |
| 1926 | 1926                                             |                                                  | 196                                              | 196                                              |
| 1931 | 1931                                             |                                                  | 189                                              | 189                                              |
| 1936 | 1936                                             |                                                  | 192                                              | 192                                              |
| 1946 | 1946                                             |                                                  | 157                                              | 157                                              |
| 1954 | 1954                                             |                                                  | 171                                              | 171                                              |
| 1962 | 1962                                             |                                                  | 205                                              | 205                                              |
| 1968 | 1968                                             |                                                  | 221                                              | 221                                              |
| 1975 | 1975                                             |                                                  | 474                                              | 474                                              |
| 1982 | 1982                                             |                                                  | 762                                              | 762                                              |
| 1990 | 1990                                             |                                                  | 983                                              | 983                                              |
| 1999 | 1999                                             |                                                  | 1.096                                            | 1.096                                            |
| 2006 | 2006                                             |                                                  | 1.158                                            | 1.158                                            |
| 2013 | 2013                                             |                                                  | 1.383                                            | 1.383                                            |
| 2020 | 2020                                             |                                                  | 1.367                                            | 1.367                                            |
| Quelle(n): EHESS/Cassini bis 1999, INSEE ab 2006 Anmerkung(en): Ab 1962 offizielle Zahlen ohne Einwohner mit Zweitwohnsitz |                                                  |                                                  |                                                  |                                                  |

Seine Einwohnerzahl sank im 19. und in der ersten Hälfte des 20. Jahrhunderts langsam von etwa 300 auf 157, erst seit dem letzten Viertel des 20. Jahrhunderts wurde aufgrund der Nähe zum Ballungsraum Besançon eine starke und anhaltende Bevölkerungszunahme verzeichnet.

## Sehenswürdigkeiten
- Kirche La Sainte-Trinité